# Phil Murphy
Philip Dunton Murphy (født 16. august 1957) er en amerikansk finansmand, diplomat og politiker der har været demokratisk guvernør i New Jersey siden januar 2018. Han efterfulgte republikaneren Chris Christie på guvernørposten. Murphy var USA's ambassadør i Tyskland fra 2009 til 2013 under præsident Barack Obama.
Murphy havde en 23-årig karriere hos Goldman Sachs hvor han havde adskillige højtstående stillinger og opnåede betydelig rigdom før han gik på pension i 2006. Han er involveret i mange civile organisationer og filantropiske aktiviteter. Han var finansformand for den demokratiske nationale komité fra 2006 til 2009 under Howard Dean. I Obama-administrationen virkede Murphy som USA's ambassadør i Tyskland fra 2009 til 2013 hvor han håndterede de internationale reaktioner på WikiLeaks' offentliggørelse af korrespondance fra amerikanske ambassader ("cable gate").
Da han planlagde at stille op som guvernør, lancerede Murphy og hans kone Tammy Murphy New Start New Jersey, en organisation der var aktiv fra november 2014 til december 2017 med formålet at øge hans politiske synlighed i delstaten. Han besejrede den daværende republikanske viceguvernør Kim Guadagno ved guvernørvalget i 2017. I december 2019 blev Murphy formand for Democratic Governors Association en stilling han havde i et år. Murphy blev genvalgt i 2021 som den første demokratiske guvernør i New Jersey siden 1977.